# Canthon lunatus
Canthon lunatus là một loài bọ cánh cứng trong họ Bọ hung (Scarabaeidae).